# Шевелёв, Константин Константинович
Константин Константинович Шевелёв (род. 12 февраля 1953) — российский композитор и музыкальный редактор. Лауреат премии «Золотой орёл» за музыку к кинофильму «Белый тигр»

## Биография
Учился в Павлодарском музыкальном училище (на отделении теории музыки). В 1979 году окончил Свердловскую консерваторию по специальности «музыковедение».
С 1978 по 1981 гг. работал музыкальным редактором в Московском клубе кинолюбителей. С 1981 года — музыкальный редактор (с начала 2000-х годов ведущий музыкальный редактор) киноконцерна «Мосфильм». За это время работал на сотнях картин, в том числе с такими режиссерами, как К. Шахназаров, Н. Михалков, Э. Рязанов, Г. Данелия, А. Сурикова, В. Мережко, С. Кулиш.
Музыку к кинофильмам начал писать с 1996 года. Первая картина — «Не валяй дурака…» режиссёра В. Чикова. Создал музыку примерно к нескольких десяткам фильмов. В 2008 году выпустил диск с киномузыкой, написанной в период с 1996 по 2008 годы.
Входит в правление гильдии композиторов Союза кинематографистов Российской Федерации.
Лауреат премии «Золотой орёл» за 2012 год за музыку к фильму К. Шахназарова «Белый тигр» (совместно с Ю. Потеенко).

## Избранная фильмография
- «Хор» (2018), реж. Алёна Райнер
- «Смайлик» (2014), реж. Тамара Аленикова
- «ИЛЬФИПЕТРОВ» (2013), реж. Роман Либеров
- «Любовь в СССР» (2012), реж. Карен Шахназаров
- «Белый тигр» (2012), реж. Карен Шахназаров
- «Снайпер Саха» (2010), реж. Никита Аржаков
- «Прогулки по Парижу» (2010), реж. Д. Томашпольский
- «Москва, я люблю тебя!»/«Он и она» (2010), реж. А.Разенков
- «Гаражи» (2010), реж. Ю. Кузьменко, А. Хван и др.
- «Мужчина в доме» (2009), реж. А.Зеленков
- «Китайская бабушка» (2009), реж. В.Тумаев
- «Француз Сережа» (2008), реж. Т.Дюмон
- «Исчезнувшая империя» (2008), реж. К.Шахназаров
- «Несколько простых желаний» (2007), реж. Д.Махаматдинов
- «Карамболь» (2006), реж. В.Дмитриевский
- «Бриллианты для Джульетты» (2005), реж. В.Чиков
- «Зимний роман» (2004), реж. Н.Родионова
- «Лучший город Земли» (2003), реж. А.Аравин
- «Невозможные зелёные глаза» (2002), реж. Г.Шенгелия
- «Лавина» (2001), реж. И.Соловов
- «Святой и грешный» (1999), реж. И.Соловов
- «Не послать ли нам… гонца?» (1998), реж. В.Чиков
- «Не валяй дурака» (1997), реж. В.Чиков